# Liviu Pop
Liviu-Marian Pop (ur. 10 maja 1974 w Vișeu de Sus) – rumuński polityk, nauczyciel i działacz związkowy, senator, minister delegowany ds. dialogu społecznego (2012, 2014–2015), minister edukacji (2017–2018).

## Życiorys
W 1996 uzyskał licencjat z matematyki na Uniwersytecie Babeșa i Bolyaia w Klużu-Napoce, a w 2006 magisterium z zarządzania w edukacji na Universitatea de Vest „Vasile Goldiș” w Aradzie. Kształcił się podyplomowo w zakresie informatyki na Universitatea de Nord Baia-Mare oraz na kursie spraw wewnętrznych na Academia de Poliție „Alexandru Ioan Cuza”. Pracował jako nauczyciel w szkołach średnich w miejscowościach Ruscova, Baia Mare i Vișeu de Sus, od 2004 był wicedyrektorem liceum w ostatnim z tych miast. Kierował branżowym związkiem zawodowym w okręgu Marmarosz, od 2007 do 2012 był sekretarzem generalnym nauczycielskiej federacji związkowej Federatia sindicatelor libere din invatamant.
Wstąpił do Partii Socjaldemokratycznej. Od maja do grudnia 2012 oraz od grudnia 2014 do listopada 2015 sprawował funkcję ministra delegowanego ds. dialogu społecznego w pierwszym i czwartym rządzie Victora Ponty. Dodatkowo od maja do lipca 2012 pełnił obowiązki ministra edukacji, nauki, młodzieży i sportu. Zrezygnował z ostatniej funkcji, gdy zmienił skład CNATDCU (rady ds. tytułów naukowych), która stwierdziła plagiat w pracy doktorskiej premiera. W 2012 wybrano go do Senatu. W 2016 nie uzyskał reelekcji, lecz mandat objął w 2017 w miejsce Soriny Pintei. Od stycznia do lutego 2017 był sekretarzem stanu w resorcie edukacji narodowej, od czerwca 2017 następnie kierował tym ministerstwem w rządzie Mihaia Tudosego. Zakończył pełnienie tej funkcji wraz z całym gabinetem w styczniu 2018. W 2020 został skreślony z listy wyborczej PSD, po czym ogłosił opuszczenie tej partii.
W 2023 został przewodniczącym partii Alianța Pentru Patrie, która w tym samym roku przyłączyła się do ugrupowania Ilana Laufera.